# Stornarella
Stornarella é uma comuna italiana da região da Puglia, província de Foggia, com cerca de 5.029 habitantes. Estende-se por uma área de 33 km², tendo uma densidade populacional de 152 hab/km². Faz fronteira com Ascoli Satriano, Cerignola, Orta Nova, Stornara.

## Demografia
| Variação demográfica do município entre 1861 e 2011                               |
|                                                                                   |
| Fonte: Istituto Nazionale di Statistica (ISTAT) - Elaboração gráfica da Wikipedia |